# Megara (gruppo musicale)
I Megara sono un gruppo musicale spagnolo formatosi a Madrid nel 2015.
Hanno rappresentato San Marino all'Eurovision Song Contest 2024 con la canzone 11:11.

## Storia del gruppo
Nel 2015 hanno pubblicato il loro primo EP Muérase quien pueda, contenente brani come Seis e Baños de sangre. Nel 2016 hanno pubblicato il loro primo album in studio Siete. Nel 2018 hanno pubblicato il secondo album Aquí estamos todos locos. Da allora hanno iniziato ad avere una certa risonanza a livello nazionale, debuttando nel 2019 in festival come il Download Festival o il Resurrection Fest. Nel 2022 hanno pubblicato il loro terzo album in studio Truco o trato.
All'inizio del 2023 hanno partecipato alla prima semifinale del Benidorm Fest 2023 con la canzone Arcadia, dove hanno ottenuto 111 punti e si sono guadagnati il passaggio alla finale. Si sono infine piazzati quarti con 106 punti. Ad aprile del 2023 è stato annunciato che i Megara sarebbero stati i supporter delle Babymetal nei concerti in Spagna del tour della band giapponese.
Nel 2024 il gruppo ha tentato di presentarsi nuovamente al Benidorm Fest con il brano 11:11, ma non ha superato le selezioni preliminari. Alcuni mesi dopo si sono presentati con lo stesso brano alla preselezione di San Marino, Una voce per San Marino. Dopo essere arrivati in finale attraverso la selezione aperta, con lievi modifiche al testo della canzone per includere versi in italiano, i Megara hanno vinto il concorso e sono diventati i rappresentanti sammarinesi all'Eurovision Song Contest 2024. Inseriti nella seconda semifinale, termineranno al 14º posto, non centrando l'approdo alla finale.

## Stile musicale
Il loro stile musicale è stato definito come metal alternativo, oltre che come "fucksia rock" o "fucksia metal". Il gruppo sostiene che tale riferimento al "fucksia" (neologismo che gioca con le parole "fuck" e "fucsia") implichi la miscela di molte influenze e che non vogliono essere ricondotti a nessuna categoria, oltre quella del rock.

## Formazione
- Kenzy Loevett – voce
- Tio Rober Bueno – chitarra elettrica
- Vitti Crocutta – basso
- Raphaela Tache – batteria

## Discografia

### Album in studio
- 2016 – Siete
- 2018 – Aquí estamos todos locos
- 2022 – Truco o trato

### EP
- 2015 – Muérase quien pueda
- 2021 – Truco o trato (Capítulo I)
- 2021 – Pink Side
- 2022 – Truco o trato (Capítulo II)

### Singoli
Come artista principale
- 2020 – Truco o trato
- 2021 – Ni contigo ni sin ti
- 2022 – Medusa
- 2022 – Estanque de tormentas
- 2022 – Hocus Pocus
- 2022 – Arcadia
- 2024 – 11:11

Come artista ospite
- 2022 – Geometría universal (Arcano Boreal feat. Megara)